# Partit Unit Social Democràtic
El Partit Unit Social Democràtic (portuguès: Partido Unido Social Democrático) és un partit polític de centreesquerra i socialdemòcrata de Guinea Bissau.

## Història
El partit va ser fundat el 30 de maig de 1991 i legalitzat el 6 de juny de 1992. Victor Saúde Maria va ser el seu primer líder. A les eleccions generals de 1994 Saúde Maria va acabar setè en les eleccions presidencials amb un 2% dels vots, i el partit no va poder obtenir escó a l'Assemblea Nacional Popular. Saúde María va morir el 25 d'octubre de 1999, i una crisi de lideratge posterior li va impedir disputar la eleccions generals de 1999.
L'antic primer ministre Francisco Fadul fou escollit President del PUSD el 18 de desembre de 2002 en una convenció del parti a Bissau. A les eleccions parlamentàries de 2004 va rebre el 17,6% dels vots i va obtenir 17 dels 100 escons de l'Assemblea. No obstant això, vuit dels parlamentaris del PUSD van ser expulsats del partit l'agost de 2004. Al eleccions presidencials de 2005 Fadul va acabar quart amb el 2,85% dels vots.
En 2006 Fadul va demanar que Namuano Dias, membre del PUDS que exercia de Ministre de Justícia al govern, dimitís del govern perquè havia estat acusat de corrupció. No obstant això, Dias i el primer ministre Aristides Gomes van rebutjar la sol·licitud, raó per la qual Fadul va renunciar al lideratge del PUSD i deixar la política. El maig de 2007 va tornar a la política creant un nou partit, el Partit per la Democràcia, el Desenvolupament i la Ciutadania (PADEC).
El 12 de març de 2007, el PUSD va formar una coalició de tres partits amb el Partit Africà per la Independència de Guinea i Cap Verd (PAIGC) i el Partit de Renovació Socialó (PRS) i intentaren formar una nou govern. Això va portar a una reeixida moció de censura contra el primer ministre Aristides Gomes i la seva renúncia el 29 de març; el 9 d'abril, el candidat dels tres partits Martinho Ndafa Kabi, va ser nomenat primer ministre pel president João Bernardo Vieira, i el 17 d'abril va nomenat un nou govern, on el PUSD va rebre dos de les 20 carteres ministerials.
Fadul va desafiar el lideratge del PUSD als tribunals i va mantenir que ell era president legítim del partit. D'acord amb Fadul, el PUSD tenia un lideratge en disputa i, per tant, no podien participar legítimament en el pacte.
A les eleccions parlamentàries de 2008 el partit va perdre tots els seus escons a l'Assemblea. No va presentar candidat a les eleccions presidencials de 2009 ni a les de 2012. A les eleccions generals de 2014, no va presentar un candidat presidencial, però va participar en les eleccions parlamentàries, on va rebre el 0,7% dels vots i no va obtenir escó.